# Никон Печерски
Преподобни Никон Печерски је био друг светог Антонија Печерског и духовни отац преподобног Теодосија. Због пострижења бојара Варлама и евнуха Јефрема био је угрожен од кнеза Изјаслава, али кнегиња обрати гнев кнежев у страх Божји, и Никон свети је остављен на миру. Хтећи да украси храм иконама, Никон се молио Богу за помоћ. Хришћани верују да су због молитава његових дошли изненадно у Кијев из Цариграда неки Грци иконописци, којима су се у визију јавили свети Антоније и Теодосије, и упутили их у Кијев ка Никону. Прослављен је својим смелим подвизима и духовном мудрошћу. У старости је и против своје воље изабран за игумана печерског. Преминуо је 23. марта 1066. године. Његове нетрулежне мошти се чувају у пештерама кијевским.
Српска православна црква слави га 23. марта по црквеном, а 5. априла по грегоријанском календару.